# John C. Davies

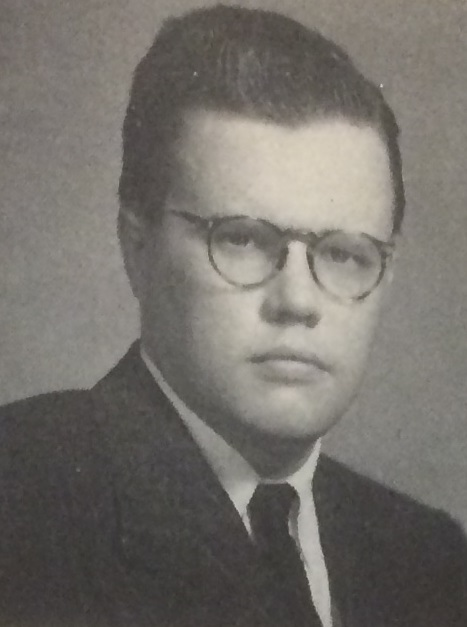
John C. Davies, 1949

John Clay Davies II  (* 1. Mai 1920 in Albany, New York; † 17. Juni 2002 in San Juan, Puerto Rico) war ein US-amerikanischer Politiker. Zwischen 1949 und 1951 vertrat er den Bundesstaat New York im US-Repräsentantenhaus.

## Werdegang
John Davies besuchte die Camden High School und studierte danach an der University of Alabama in Tuscaloosa. Außerdem absolvierte er das Hamilton College in Clinton. Zwischen 1940 und 1941 gab er die Zeitung Camden Chronicle heraus. In den folgenden Jahren arbeitete er bei verschiedenen Firmen und Regierungsstellen in der Öffentlichkeitsarbeit. Bis 1943 war er in Albany in dieser Branche tätig. Danach arbeitete er bis 1946 in New York City für die Westinghouse Electric Corp., ebenfalls auf dem Gebiet der Öffentlichkeitsarbeit. Zwischen 1946 und 1948 war er Vizepräsident der Firma Earle Ferris Co. Inc. Seit 1948 war er in Utica wieder in der Öffentlichkeitsarbeit tätig.
Politisch schloss sich Davies der Demokratischen Partei an. Bei den Kongresswahlen des Jahres 1948 wurde er im 35. Wahlbezirk von New York in das US-Repräsentantenhaus in Washington, D.C. gewählt, wo er am 3. Januar 1949 die Nachfolge des Republikaners Hadwen C. Fuller antrat. Da er im Jahr 1950 nicht bestätigt wurde, konnte er bis zum 3. Januar 1951 nur eine Legislaturperiode im Kongress absolvieren. Diese war von den Ereignissen des Kalten Krieges geprägt.
Nach dem Ende seiner Zeit im US-Repräsentantenhaus arbeitete Davies zeitweise als Autor. Außerdem wurde er in San Juan als Public Relations Executive in der Öffentlichkeitsarbeit tätig. Dort ist er am 17. Juni 2002 auch verstorben.